# Gran Premio de Estiria de Motociclismo de 2021
El Gran Premio de Estiria de Motociclismo de 2021 (oficialmente Michelin® Grand Prix of Styria) fue la décima prueba del Campeonato del Mundo de Motociclismo de 2021. Tuvo lugar en el fin de semana del 6 al 8 de agosto de 2021 en el Red Bull Ring, situado en la ciudad de Spielberg, Estiria (Austria).
La carrera de MotoGP fue ganada por Jorge Martín, seguido de Joan Mir y Fabio Quartararo. Marco Bezzecchi fue el ganador de la prueba de Moto2, por delante de Arón Canet y Augusto Fernández. La carrera de Moto3 fue ganada por Pedro Acosta, Sergio García fue segundo y Romano Fenati tercero.

## Resultados

### Resultados MotoGP
| Pos.     | N.º | Piloto            | Equipo                       | Constructor | Vueltas | Tiempo    | Parrilla | Puntos |
| -------- | --- | ----------------- | ---------------------------- | ----------- | ------- | --------- | -------- | ------ |
| 1        | 89  | Jorge Martín      | Pramac Racing                | Ducati      | 27      | 38:07.879 | 1        | 25     |
| 2        | 36  | Joan Mir          | Team SUZUKI ECSTAR           | Suzuki      | 27      | +1.548    | 5        | 20     |
| 3        | 20  | Fabio Quartararo  | Monster Energy Yamaha MotoGP | Yamaha      | 27      | +9.632    | 3        | 16     |
| 4        | 33  | Brad Binder       | Red Bull KTM Factory Racing  | KTM         | 27      | +12.771   | 16       | 13     |
| 5        | 30  | Takaaki Nakagami  | LCR Honda IDEMITSU           | Honda       | 27      | +12.923   | 10       | 11     |
| 6        | 5   | Johann Zarco      | Pramac Racing                | Ducati      | 27      | +13.031   | 6        | 10     |
| 7        | 42  | Álex Rins         | Team SUZUKI ECSTAR           | Suzuki      | 27      | +14.839   | 13       | 9      |
| 8        | 93  | Marc Márquez      | Repsol Honda Team            | Honda       | 27      | +17.953   | 8        | 8      |
| 9        | 73  | Álex Márquez      | LCR Honda CASTROL            | Honda       | 27      | +19.059   | 11       | 7      |
| 10       | 26  | Dani Pedrosa      | Red Bull KTM Factory Racing  | KTM         | 27      | +19.389   | 14       | 6      |
| 11       | 63  | Francesco Bagnaia | Ducati Lenovo Team           | Ducati      | 27      | +21.667   | 2        | 5      |
| 12       | 23  | Enea Bastianini   | Avintia Esponsorama          | Ducati      | 27      | +25.267   | 20       | 4      |
| 13       | 46  | Valentino Rossi   | Petronas Yamaha SRT          | Yamaha      | 27      | +26.282   | 17       | 3      |
| 14       | 10  | Luca Marini       | SKY VR46 Avintia             | Ducati      | 27      | +27.492   | 18       | 2      |
| 15       | 27  | Iker Lecuona      | Tech3 KTM Factory Racing     | KTM         | 27      | +31.076   | 19       | 1      |
| 16       | 44  | Pol Espargaró     | Repsol Honda Team            | Honda       | 27      | +31.150   | 15       |        |
| 17       | 35  | Cal Crutchlow     | Petronas Yamaha SRT          | Yamaha      | 27      | +40.408   | 23       |        |
| 18       | 9   | Danilo Petrucci   | Tech3 KTM Factory Racing     | KTM         | 27      | +48.114   | 22       |        |
| NC       | 12  | Maverick Viñales  | Monster Energy Yamaha MotoGP | Yamaha      | 27      | +1:03.149 | 9        |        |
| Ret      | 43  | Jack Miller       | Ducati Lenovo Team           | Ducati      | 18      | Retirado  | 4        |        |
| Ret      | 88  | Miguel Oliveira   | Red Bull KTM Factory Racing  | KTM         | 14      | Retirado  | 12       |        |
| Ret      | 41  | Aleix Espargaró   | Aprilia Racing Team Gresini  | Aprilia     | 4       | Retirado  | 7        |        |
| Ret      | 32  | Lorenzo Savadori  | Aprilia Racing Team Gresini  | Aprilia     | 2       | Caída     | 21       |        |
| 1. 2. 3. |     |                   |                              |             |         |           |          |        |
| Fuente:  |     |                   |                              |             |         |           |          |        |

### Resultados Moto2
| Pos.    | N.º | Piloto                | Constructor | Vueltas | Tiempo     | Parrilla | Puntos |
| ------- | --- | --------------------- | ----------- | ------- | ---------- | -------- | ------ |
| 1       | 72  | Marco Bezzecchi       | Kalex       | 25      | 37:29.460  | 3        | 25     |
| 2       | 44  | Arón Canet            | Boscoscuro  | 25      | +1.171     | 5        | 20     |
| 3       | 37  | Augusto Fernández     | Kalex       | 25      | +3.260     | 6        | 16     |
| 4       | 87  | Remy Gardner          | Kalex       | 25      | +3.856     | 1        | 13     |
| 5       | 79  | Ai Ogura              | Kalex       | 25      | +6.922     | 2        | 11     |
| 6       | 13  | Celestino Vietti      | Kalex       | 25      | +9.390     | 19       | 10     |
| 7       | 25  | Raúl Fernández        | Kalex       | 25      | +9.590     | 4        | 9      |
| 8       | 35  | Somkiat Chantra       | Kalex       | 25      | +12.217    | 9        | 8      |
| 9       | 97  | Xavi Vierge           | Kalex       | 25      | +12.747    | 11       | 7      |
| 10      | 23  | Marcel Schrötter      | Kalex       | 25      | +12.874    | 10       | 6      |
| 11      | 96  | Jake Dixon            | Kalex       | 25      | +13.532    | 21       | 5      |
| 12      | 19  | Lorenzo Dalla Porta   | Kalex       | 25      | +14.071    | 8        | 4      |
| 13      | 21  | Fabio Di Giannantonio | Kalex       | 25      | +14.197    | 12       | 3      |
| 14      | 22  | Sam Lowes             | Kalex       | 25      | +14.536    | 7        | 2      |
| 15      | 75  | Albert Arenas         | Boscoscuro  | 25      | +18.616    | 15       | 1      |
| 16      | 12  | Thomas Lüthi          | Kalex       | 25      | +19.378    | 13       |        |
| 17      | 14  | Tony Arbolino         | Kalex       | 25      | +19.660    | 18       |        |
| 18      | 62  | Stefano Manzi         | Kalex       | 25      | +22.467    | 17       |        |
| 19      | 42  | Marcos Ramírez        | Kalex       | 25      | +22.762    | 16       |        |
| 20      | 9   | Jorge Navarro         | Boscoscuro  | 25      | +25.267    | 25       |        |
| 21      | 7   | Lorenzo Baldassarri   | MV Agusta   | 25      | +30.121    | 26       |        |
| 22      | 11  | Nicolò Bulega         | Kalex       | 25      | +37.544    | 23       |        |
| 23      | 64  | Bo Bendsneyder        | Kalex       | 25      | +38.095    | 22       |        |
| 24      | 5   | Yari Montella         | Boscoscuro  | 25      | +39.007    | 30       |        |
| 25      | 24  | Simone Corsi          | MV Agusta   | 23      | +2 vueltas | 28       |        |
| Ret     | 6   | Cameron Beaubier      | Kalex       | 19      | Caída      | 24       |        |
| Ret     | 40  | Héctor Garzó          | Kalex       | 17      | Caída      | 14       |        |
| Ret     | 55  | Hafizh Syahrin        | NTS         | 9       | Caída      | 27       |        |
| Ret     | 16  | Joe Roberts           | Kalex       | 9       | Retirado   | 20       |        |
| Ret     | 70  | Barry Baltus          | NTS         | 1       | Caída      | 29       |        |
| 1.      |     |                       |             |         |            |          |        |
| Fuente: |     |                       |             |         |            |          |        |

### Resultados Moto3
| Pos.    | N.º | Piloto             | Constructor | Vueltas | Tiempo    | Parrilla | Puntos |
| ------- | --- | ------------------ | ----------- | ------- | --------- | -------- | ------ |
| 1       | 37  | Pedro Acosta       | KTM         | 23      | 39:45.869 | 4        | 25     |
| 2       | 11  | Sergio García      | Gas Gas     | 23      | +14.431   | 2        | 20     |
| 3       | 55  | Romano Fenati      | Husqvarna   | 23      | +15.410   | 3        | 16     |
| 4       | 5   | Jaume Masiá        | KTM         | 23      | +15.510   | 7        | 13     |
| 5       | 71  | Ayumu Sasaki       | KTM         | 23      | +18.847   | 14       | 11     |
| 6       | 40  | Darryn Binder      | Honda       | 23      | +20.534   | 8        | 10     |
| 7       | 6   | Ryusei Yamanaka    | KTM         | 23      | +30.080   | 19       | 9      |
| 8       | 92  | Yuki Kunii         | Honda       | 23      | +30.174   | 20       | 8      |
| 9       | 73  | Maximilian Kofler  | KTM         | 23      | +30.245   | 22       | 7      |
| 10      | 31  | Adrián Fernández   | Husqvarna   | 23      | +36.355   | 25       | 6      |
| 11      | 12  | Filip Salač        | KTM         | 23      | +36.437   | 17       | 5      |
| 12      | 27  | Kaito Toba         | KTM         | 23      | +36.659   | 23       | 4      |
| 13      | 17  | John McPhee        | Honda       | 23      | +36.665   | 11       | 3      |
| 14      | 28  | Izan Guevara       | Gas Gas     | 23      | +37.514   | 5        | 2      |
| 15      | 24  | Tatsuki Suzuki     | Honda       | 23      | +37.918   | 13       | 1      |
| 16      | 20  | Lorenzo Fellon     | Honda       | 23      | +47.645   | 21       |        |
| 17      | 16  | Andrea Migno       | Honda       | 23      | +52.877   | 15       |        |
| 18      | 52  | Jeremy Alcoba      | Honda       | 23      | +53.006   | 9        |        |
| 19      | 82  | Stefano Nepa       | KTM         | 23      | +55.944   | 16       |        |
| 20      | 2   | Gabriel Rodrigo    | Honda       | 23      | +1:06.540 | 10       |        |
| 21      | 53  | Deniz Öncü         | KTM         | 23      | +1:12.291 | 1        |        |
| 22      | 7   | Dennis Foggia      | Honda       | 23      | +1:22.638 | 6        |        |
| 23      | 54  | Riccardo Rossi     | KTM         | 23      | +1:31.488 | 12       |        |
| Ret     | 38  | David Salvador     | Honda       | 14      | Retirado  | 24       |        |
| Ret     | 19  | Andi Farid Izdihar | Honda       | 12      | Caída     | 26       |        |
| DNS     | 99  | Carlos Tatay       | KTM         | 0       | No empezó | 18       |        |
| DNS     | 23  | Niccolò Antonelli  | KTM         |         | No empezó |          |        |
| DNS     | 43  | Xavier Artigas     | Honda       |         | No empezó |          |        |
| Fuente: |     |                    |             |         |           |          |        |